# Emmelina paradevriesi
Emmelina paradevriesi – gatunek motyla z rodziny piórolotkowatych.

## Taksonomia
Gatunek ten opisany został po raz pierwszy w 2016 roku przez Ceesa Gielisa na łamach „Boletín de la Sociedad Entomológica Aragonesa”. Jako lokalizację typową wskazano São Paulo w  brazylijskim stanie o tej samej nazwie. Epitet gatunkowy nadano w nawiązaniu do uderzająco podobnej E. devriesi.

## Morfologia
Motyl osiągający od 19 do 21 mm rozpiętości skrzydeł. Głowa ma bladobrązową twarz, białą okolicę międzyczułkową, jasnoszare ciemię, sterczące, szarobrązowe z jasnobrązowym ostatnim członem głaszczki wargowe oraz krótko orzęsione szarobiało-bladoszarobrązowo obrączkowane czułki. Tułów jest brązowoszary z szarobiałymi i jasnobrązowymi łuskami rozdwojonymi w kołnierzu, szarobiałym śródtułowiem i brązowoszarymi tegulami. Skrzydło przednie powcinane jest do ⅝ długości. Ubarwienie wierzchu ma ochrowobrązowe z ciemnobrązowymi znakami, spodu ciemnobrązowe, a strzępiny brązowoszare. Skrzydło tylne jest ciemnobrązowoszare z wierzchu, ciemnobrązowe od spodu, ciemnobrązowoszare na strzępinach i opatrzone pomarańczowordzawymi do rdzawych łuskami na żyłkach. Brązowoszary odwłok ma szarobiały wierzch z brązową linią wzdłuż środka grzbietu.
Samiec ma niesymetrycznie zbudowane walwy – lewa jest na szczycie zaokrąglona i zaopatrzona w Ω-kształtny wyrostek sakularny, prawa natomiast jest na szczycie wklęśnięta i pozbawiona ciernia. Poza tym jego genitalia cechują się dwupłatowym tegumenem, cienkim i łagodnie zakrzywionym unkusem, zaokrągloną jukstą z dwoma niesymetrycznymi ramionami anellusa, długim, szerokim i zaokrąglonym na szczycie winkulum oraz w ⅔ długości zakrzywionym edeagusem o cierniach w postaci grupki kolców przy wierzchołku.
Genitalia samicy mają umieszczone po lewym boku ostium, czterokrotnie dłuższe od niego, silnie poniżej niego zwężone i dalej rozszerzone kolikulum, pęcherzowatą i pozbawioną znamienia torebkę kopulacyjną z tak długim jak kolikulum i kątowo zagiętym przewodem, trzykrotnie dłuższą od torebki, w końcowej ⅓ pęcherzowatą, a gdzie indziej rurkowatą vesica seminalis, owalny pierścień wokół ostium utworzony przez płytki antewaginalną i postwaginalną oraz niespełna dwukrotnie dłuższe od warg pokładełka przydatki tylne. Przydatki przednie nie występują.

## Ekologia i występowanie
Owad neotropikalny, endemiczny dla Brazylii, znany ze stanów São Paulo i Minas Gerais. Spotykany na rzędnych od 850 do 900 m n.p.m. Osobniki dorosłe latają od stycznia do października.